# Central Valley (Utah)
Central Valley es un pueblo ubicado en el condado de Sevier en el estado estadounidense de Utah. En el año 2000 tenía una población de 415 habitantes.